# Jadon Cal
Jadon Cal Fitzpatrick (* 28. August 1996 in Santa Monica, Los Angeles County, Kalifornien) ist ein US-amerikanischer Schauspieler, Drehbuchautor, Filmregisseur und Filmproduzent.

## Leben
Jadon Cal wurde am 28. August 1996 in Santa Monica als Sohn der Schauspielerin Jodi Knotts und des Schauspielers und Filmschaffenden Jim Fitzpatrick geboren. Er ist britischer, irischer und spanischer Herkunft. Erste Erfahrungen als Schauspieler sammelte er als Kinderdarsteller ab 2001 in einigen Kurz- und Spielfilmen. 2017 stellte er in der Fernsehserie BuzzFeed Murder Mystery Stories in insgesamt fünf Episoden die Rolle des Victors dar. Zwei Jahre später folgten erste Arbeiten als Drehbuchautor, Regisseur und Produzent für Kurzfilme. 2021 verkörperte er die Rolle des Jason im Tierhorrorfilm Megaboa – 20 Meter, die fressen wollen vom Filmstudio The Asylum. Im Folgejahr führte er Regie und schrieb das Drehbuch zum Tierhorrorfilm Shark Waters, der ebenfalls von The Asylum produziert wurde.

## Filmografie (Auswahl)

### Schauspiel
- 2001: Unreel: A True Hollywood Story (Kurzfilm)
- 2003: An American Reunion
- 2007: Hallows Point
- 2008: The Belly of the Beast
- 2010: Adventure Scouts
- 2017: Pieces of Victory
- 2017: Strawberry Wine (Kurzfilm)
- 2017: Starwood U (Fernsehserie)
- 2017: BuzzFeed Murder Mystery Stories (Fernsehserie, 5 Episoden)
- 2017: Fake News
- 2018: Dual Arrangements (Fernsehserie, Episode 1x01)
- 2019: Time Off (Kurzfilm)
- 2020: Prom Night (Kurzfilm)
- 2020: Hypnos  (Kurzfilm)
- 2020: Remember me Now (Kurzfilm)
- 2020: Sacrifice (Kurzfilm)
- 2020: Alone (Kurzfilm)
- 2021: 115 Grains (Kurzfilm)
- 2021: Best Friends Forever (Fernsehfilm)
- 2021: Last Man Standing (Kurzfilm)
- 2021: Mind Games
- 2021: Last of the Grads
- 2021: Ain't That a Kick in the Head (Kurzfilm)
- 2021: Megaboa – 20 Meter, die fressen wollen (Megaboa)
- 2022: Secondary Location (Kurzfilm)
- 2022: The in Between
- 2022: Saved by Grace (Fernsehserie, 2 Episoden)
- 2022: Silver Strings (Kurzfilm)
- 2023: Dressed for Love (Fernsehfilm)
- 2023: Soulmates

### Regie & Drehbuch
- 2019: Charlie's Game (Kurzfilm)
- 2019: Time Off (Kurzfilm)
- 2019: Ride or Die (Miniserie)
- 2020: Prom Night (Kurzfilm)
- 2020: VIII Sacrifice (Kurzfilm)
- 2022: Shark Waters
- 2022: Silver Strings (Kurzfilm)

### Produktion
- 2019: Time Off (Kurzfilm)
- 2020: Prom Night (Kurzfilm)
- 2021: Mind Games
- 2022: Silver Strings (Kurzfilm)
- 2023: Soulmates